# クリスティアン・ベニテス
クリスティアン・ロヘリオ・ベニテス・ベタンコウルト（Christian Rogelio Benítez Betancourt、1986年5月1日 - 2013年7月29日）は、エクアドル・キト出身のサッカー選手。エクアドル代表であり、ポジションはフォワード。
エクアドルのCDエル・ナシオナルでキャリアを始め、メキシコのサントス・ラグナでは2008クラウスーラでリーグ最優秀選手賞を受賞した。2009-210シーズンはイングランドのバーミンガム・シティFCにレンタル移籍。サントス・ラグナ復帰を経てクラブ・アメリカにも在籍し、リーガMXでは計4回リーグ得点王に輝いた。死去時にはカタールのアル・ジャイシュ・ドーハに所属していた。エクアドル代表では58試合に出場して歴代3位の24得点を挙げており、ベニテスの背番号11はエクアドル代表の永久欠番となった。

## 経歴

### クラブ

#### エル・ナシオナル
CDエル・ナシオナルでは傑出した活躍を見せ、2006年にはセリエAで優勝してリーグ最優秀選手に輝いた。2007年1月にはスペインのビジャレアルCFがベニテスに興味を持ったと報じられた。エル・ナシオナルではリーグ戦83試合に出場して29得点し、2度リーグ優勝した。

#### サントス・ラグナ
2007年7月、リーガMXのサントス・ラグナに移籍した。ベニテスやビセンテ・マティアス・ブオソの獲得により、サントスはトップクラブをいくつも倒す印象的なシーズンを送り、ベニテスはヒアンカルロ・マルドナード、ウンベルト・スアソ、サルバドール・カバニャス、エクトル・マンシージャなどと並んでリーグ最高の外国人選手のひとりとされた。2007年、エディソン・メンデスなどに勝り、エクアドル国外でプレーする最優秀エクアドル人選手賞を受賞した。ポルトガルのSLベンフィカなどが獲得に関心を示したが、ベニテスはメキシコに残ることを決め、クラウスーラ2008では10得点を挙げてリーグ優勝に重要な貢献を果たすとともに、リーグ最優秀選手賞を受賞した。エクアドル人としてはイタロ・エストゥピニャン、アレックス・アギナガ、アグスティン・デルガドに次いで4人目の受賞者となった。
バーミンガムへのレンタル移籍
2009年7月にバーミンガム・シティへ移籍。移籍金はベニテスの入団後の活躍により最大1250万ポンドまで上昇するとされ、リヴァプールFCからエミール・ヘスキーを獲得した際の金額を抜き、バーミンガム史上最高額であると報道されたが、後に完全移籍ではなくレンタル移籍であることが明らかとなった。シーズン開幕戦のマンチェスター・ユナイテッドFC戦(0-1)の74分にリー・カーズリーとの交代で途中出場してデビューを飾り、あわや同点と言うシュートを放ったが、相手キーパーのベン・フォスターが見せた片手でのダイビングセーブに阻まれた。9月19日のハル・シティAFC戦(1-0)で初めて先発出場し、ボズ・マイヒルのゴールセービングがなければハットトリックを達成していたかもしれない活躍を見せた。11月9日のリヴァプールFC戦(2-2)ではスコット・ダンが頭で反らしたボールに詰め、ゴール近距離から移籍後初得点となるヘディングシュートを決めた。グディソン・パークで行われたFAカップのエヴァートンFC戦では、アレックス・マクリーシュ監督が「センスの良い2ゴール」と表現したうちの1点を決めた。最終的にはリーグ戦30試合出場3得点、公式戦36試合出場4得点とふがいない結果に終わり、バーミンガムが買い取りオプションを行使しなかったため、ベニテスはサントス・ラグナに復帰した。
サントス・ラグナ復帰
2010年7月21日、サントス・ラグナとの契約を3年延長した。復帰後初シーズンとなったアペルトゥーラ2010では16得点を挙げて得点王に輝き、サントスを優勝決定戦に導いたが、CFモンテレーに敗れた。

#### クラブ・アメリカ
2011年5月22日、クラブ・アメリカに移籍した。移籍金は1000万ドルと報じられ、メキシコのクラブが支払った移籍金の最高金額を更新した。デビュー戦となった7月24日のケレタロFC戦(2-1)で初得点を挙げ、8月21日のクラブ・アトラス戦(5-2)では移籍後初のハットトリックを達成した。エル・スーペル・クラシコのCDグアダラハラ戦(1-3)では敗れたもののヘディングでチーム唯一の得点を決めた。アペルトゥーラ2011は8得点に終わる冴えないシーズンとなったが、クラウスーラ2012では新監督の下で戦った開幕戦のケレタロFC戦でクラブのシーズン初得点を決めた。2012年1月20日のエストゥディアンテス・テコス戦では4人のディフェンダーとゴールキーパーをドリブルで交わしてゴールを決め、この得点はリーグのゴール・オブ・ザ・ウィークに選ばれた。1月28日のサン・ルイスFC戦ではPKによる得点を含む2得点を挙げているが、アメリカ移籍後に4本のPKを外しており、5度目で初めてPKを成功させた。4月2日のCFモンテレー戦でも2得点を挙げ、4月8日のエル・スーペル・クラシコではこのダービーでの自身初勝利を挙げた。3-2で勝利したプエブラFC戦では86分にPKを決めて移籍後20得点目とし、クラウスーラ2012レギュラーシーズン最終節のクルス・アスル戦(2-2)ではチームの全得点を決めた。この2得点によりシーズン通算得点を14得点とし、サントス・ラグナ時代以来の得点王（タイ）に輝いた。

#### アル・ジャイシュ
2013年7月6日、カタールのアル・ジャイシュ・ドーハと契約を結んだ。7月28日、シェイク・ジャシムカップのカタールSC戦でデビューし、クラブによると「いかなる健康問題もみられなかった」が、この試合がアル・ジャイシュで出場した最初で最後の試合となった。

### 代表

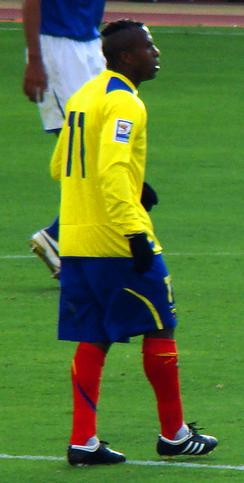
エクアドル代表でのベニテス

2006年にはコパ・リベルタドーレスの試合を経験しており、コロンビア出身のルイス・フェルナンド・スアレス監督は、ドイツで開催された2006 FIFAワールドカップ本大会のエクアドル代表メンバーにベニテスをサプライズ招集した。FIFAワールドカップ開幕前に行われたオランダ、日本との親善試合ではスピード、捕えどころのなさ、テクニックなどを見せた。グループリーグ初戦のポーランド戦(2-0)と2戦目のコスタリカ戦(3-0)では出場機会がなかったが、すでにグループリーグ突破を決めた後の最終戦ドイツ戦(0-3)ではフェリクス・ボルハに代わって後半開始から出場して45分間プレーした。決勝トーナメント1回戦でイングランド(0-1)に敗れ、出場はドイツ戦の1試合のみであった。
2006年9月6日、アメリカのニュージャージー州・イーストラザフォードで行われたペルーとの親善試合(2-0)で代表初得点を挙げた。2007年5月23日に同地で行われたアイルランド共和国との親善試合(1-1)でも得点し、6月にバルセロナのミニ・エスタディで行われたペルーとの親善試合でも得点した。コパ・アメリカ2007では全3試合に先発出場し、3戦全敗でグループリーグ敗退に終わったが、チリ戦で得点した。2007年9月8日、5-1と圧勝したエルサルバドルとの親善試合(5-1)では2得点を挙げた。2010 FIFAワールドカップ・南米予選のボリビア戦では独力突破から得点し、ボリビア戦の1ヶ月後のチリ戦ではヘディングで決勝点を挙げて空中戦での強さを示した。
2014 FIFAワールドカップ・南米予選では第1節のベネズエラ戦、第4節のペルー戦、第6節のコロンビア戦と、予選のホームゲームでは3戦連続得点を挙げた。12節のパラグアイ戦でも得点し、死去時にはチーム2位の4得点を挙げていた。

### 突然の死
2013年7月29日、腹部に強い痛みを感じたためにドーハの病院に入院した。Matutino Expressによってミゲル・エレーラと他のチームメイトに行われたインタビューによると、ベニテスはすぐには医師の診察を受けず、その数時間後に呼吸不全に陥った。心停止につながる合併症を起こし、27歳で死去した 。
ベニテスの死後、エクアドルサッカー協会はエクアドル代表において背番号11を永久欠番とすると発表した。協会のルイス・チリボーガ会長会長によると、ベニテスに敬意を表するために他の選手が背番号11を使用することはないというが、FIFAワールドカップといった国際サッカー連盟（FIFA）主催の大会では永久欠番が認められていないため、2014 FIFAワールドカップではフェリペ・カイセドが11番を使用している。

## 家族
エクアドルリーグ最多得点記録を持つエルメン・ベニテスはクリスティアンの父親である。2007年、元エクアドル代表のクレベル・チャラの娘と結婚した。2009年8月、双子が生まれた。

## 個人成績
| クラブ成績   | クラブ成績             | クラブ成績     | リーグ | リーグ | カップ   | カップ   | リーグ杯 | リーグ杯 | 国際大会       | 国際大会       | 通算 | 通算 |
| シーズン     | クラブ                 | リーグ         | 出場   | 得点   | 出場     | 得点     | 出場     | 得点     | 出場           | 得点           | 出場 | 得点 |
| エクアドル   | エクアドル             | エクアドル     | リーグ | リーグ | カップ   | カップ   | リーグ杯 | リーグ杯 | 南米           | 南米           | 通算 | 通算 |
| ------------ | ---------------------- | -------------- | ------ | ------ | -------- | -------- | -------- | -------- | -------------- | -------------- | ---- | ---- |
| 2004         | CDエル・ナシオナル     | セリエA        | 1      | 0      | N/A      | N/A      | N/A      | N/A      | 0              | 0              | 1    | 0    |
| 2005         | CDエル・ナシオナル     | セリエA        | 30     | 6      | N/A      | N/A      | N/A      | N/A      | 0              | 0              | 30   | 6    |
| 2006         | CDエル・ナシオナル     | セリエA        | 38     | 16     | N/A      | N/A      | N/A      | N/A      | 0              | 0              | 38   | 16   |
| 2007         | CDエル・ナシオナル     | セリエA        | 15     | 7      | N/A      | N/A      | N/A      | N/A      | 0              | 0              | 15   | 7    |
| メキシコ     | メキシコ               | メキシコ       | リーグ | リーグ | カップ   | カップ   | リーグ杯 | リーグ杯 | 北中米カリブ海 | 北中米カリブ海 | 通算 | 通算 |
| 2007-08      | サントス・ラグナ       | プリメーラ     | 40     | 17     | N/A      | N/A      | N/A      | N/A      | 0              | 0              | 40   | 17   |
| 2008-09      | サントス・ラグナ       | プリメーラ     | 20     | 14     | N/A      | N/A      | N/A      | N/A      | 8              | 4              | 28   | 18   |
| イングランド | イングランド           | イングランド   | リーグ | リーグ | FAカップ | FAカップ | FLカップ | FLカップ | ヨーロッパ     | ヨーロッパ     | 通算 | 通算 |
| 2009–10      | バーミンガム・シティFC | プレミアリーグ | 30     | 3      | 5        | 1        | 1        | 0        | 0              | 0              | 36   | 4    |
| メキシコ     | メキシコ               | メキシコ       | リーグ | リーグ | カップ   | カップ   | リーグ杯 | リーグ杯 | 北中米カリブ海 | 北中米カリブ海 | 通算 | 通算 |
| 2010-11      | サントス・ラグナ       | プリメーラ     | 35     | 20     | N/A      | N/A      | N/A      | N/A      | 4              | 1              | 39   | 21   |
| 2011-12      | クラブ・アメリカ       | プリメーラ     | 36     | 22     | N/A      | N/A      | N/A      | N/A      | 0              | 0              | 36   | 22   |
| 2012–13      | クラブ・アメリカ       | プリメーラ     | 43     | 30     | N/A      | N/A      | -        | -        | -              | -              | 43   | 30   |
| 通算         | エクアドル             | エクアドル     | 84     | 29     | N/A      | N/A      | N/A      | N/A      | 0              | 0              | 84   | 29   |
| 通算         | メキシコ               | メキシコ       | 174    | 103    | N/A      | N/A      | N/A      | N/A      | 0              | 0              | 186  | 108  |
| 通算         | イングランド           | イングランド   | 30     | 3      | 5        | 1        | 1        | 0        | 0              | 0              | 36   | 4    |
| 総通算       | 総通算                 | 総通算         | 288    | 135    | 5        | 1        | 1        | 0        | 12             | 5              | 306  | 141  |

## 代表歴

### 出場大会
- エクアドル代表
  - 2006 FIFAワールドカップ

### 試合数
- 国際Aマッチ 59試合 24得点（2005年-2013年）[27]

| エクアドル代表 | 国際Aマッチ | 国際Aマッチ |
| 年             | 出場        | 得点        |
| -------------- | ----------- | ----------- |
| 2005           | 2           | 0           |
| 2006           | 4           | 1           |
| 2007           | 13          | 5           |
| 2008           | 6           | 3           |
| 2009           | 6           | 1           |
| 2010           | 4           | 5           |
| 2011           | 12          | 6           |
| 2012           | 7           | 1           |
| 2013           | 5           | 2           |
| 通算           | 59          | 24          |

### 得点
| #  | 日付           | 場所                 | 対戦相手       | スコア | 最終結果 | 大会                              |
| -- | -------------- | -------------------- | -------------- | ------ | -------- | --------------------------------- |
| 1  | 2006年9月6日   | イーストラザフォード | ペルー         | 1–0    | 1–1      | 親善試合                          |
| 2  | 2007年5月23日  | イーストラザフォード | アイルランド   | 1–0    | 1–1      | 親善試合                          |
| 3  | 2007年6月6日   | バルセロナ           | ペルー         | 1–0    | 2–0      | 親善試合                          |
| 4  | 2007年6月26日  | プエルト・オルダス   | チリ           | 1–2    | 2–3      | コパ・アメリカ2007                |
| 5  | 2007年9月8日   | キト                 | エルサルバドル | 2–0    | 5–1      | 親善試合                          |
| 6  | 2007年9月8日   | キト                 | エルサルバドル | 4–1    | 5–1      | 親善試合                          |
| 7  | 2008年8月20日  | イーストラザフォード | コロンビア     | 1–0    | 1–0      | 親善試合                          |
| 8  | 2008年9月6日   | キト                 | ボリビア       | 3–1    | 3–1      | 2010 FIFAワールドカップ・南米予選 |
| 9  | 2008年10月12日 | キト                 | チリ           | 1–0    | 1–0      | 2010 FIFAワールドカップ・南米予選 |
| 10 | 2009年9月9日   | ラパス               | ボリビア       | 1–3    | 1–3      | 2010 FIFAワールドカップ・南米予選 |
| 11 | 2010年9月4日   | サポパン             | メキシコ       | 0–1    | 1–2      | 親善試合                          |
| 12 | 2010年10月12日 | モントリオール       | ポーランド     | 1–0    | 2–2      | 親善試合                          |
| 13 | 2010年10月12日 | モントリオール       | ポーランド     | 2–2    | 2–2      | 親善試合                          |
| 14 | 2010年11月17日 | キト                 | ベネズエラ     | 1–0    | 4–1      | 親善試合                          |
| 15 | 2010年11月17日 | キト                 | ベネズエラ     | 2–0    | 4–1      | 親善試合                          |
| 16 | 2011年6月1日   | トロント             | カナダ         | 1–1    | 2–2      | 親善試合                          |
| 17 | 2011年9月2日   | キト                 | ジャマイカ     | 3–0    | 5–2      | 親善試合                          |
| 18 | 2011年9月2日   | キト                 | ジャマイカ     | 4–0    | 5–2      | 親善試合                          |
| 19 | 2011年9月6日   | キト                 | コスタリカ     | 4–0    | 4–0      | 親善試合                          |
| 20 | 2011年10月7日  | キト                 | ベネズエラ     | 2–0    | 2–0      | 2014 FIFAワールドカップ・南米予選 |
| 21 | 2011年11月15日 | キト                 | ペルー         | 2–0    | 2–0      | 2014 FIFAワールドカップ・南米予選 |
| 22 | 2012年6月10日  | キト                 | コロンビア     | 1–0    | 1–0      | 2014 FIFAワールドカップ・南米予選 |
| 23 | 2013年3月21日  | キト                 | エルサルバドル | 2–0    | 5–0      | 親善試合                          |
| 24 | 2013年3月26日  | キト                 | パラグアイ     | 3–1    | 4–1      | 2014 FIFAワールドカップ・南米予選 |

## タイトル

### クラブ
- CDエル・ナシオナル

セリエA (2) : 2005クラウスーラ、2006
- サントス・ラグナ

リーガMX (1) : 2008クラウスーラ
- クラブ・アメリカ

リーガMX (1) : 2013クラウスーラ

### 個人
セリエA最優秀選手賞 : 2006
リーガMX最優秀選手賞 : 2008クラウスーラ、2012アペルトゥーラ
リーガMX得点王 : 2010アペルトゥーラ、2012クラウスーラ、2012アペルトゥーラ, 2013クラウスーラ